# Анисимов, Олег Сергеевич
Ани́симов Оле́г Серге́евич (27 марта 1943) — методолог, философ, психолог, игротехник, семиотик, культоролог, основатель Московского методолого-педагогического кружка.
Доктор психологических наук, профессор. Автор более 450 научных работ, в том числе более 160 книг. Участник и один из лидеров методологического движения, последователь Г. П. Щедровицкого и Г. В. Ф. Гегеля.

## Биография
С 1970 по 1974 год учился на факультете психологии Московского государственного университета (научный руководитель А. Р. Лурия).
В 1971 году вошёл в Московский методологический кружок (ММК).
С 1974 года работал в НИИ проблем высшей школы.
С 1976 года считает себя ставшим методологом.
В 1978 года основал Московский методолого-педагогический кружок (ММПК), действующий и поныне.
В 1984 году защитил кандидатскую диссертацию по теме «Формирование мыслительных операций студентов с использованием схематических изображений».
В 1988 году создал и возглавил первую в СССР кафедру методологии в Высшей школе управления Агропрома РСФСР.
С 1993 года работает на кафедре акмеологии Российской академии государственной службы при Президенте РФ.
В 1994 году защитил докторскую диссертацию по теме «Акмеологические основы рефлексивной самоорганизации педагога: творчество и культура».
В 2000 году стал лауреатом Премии Президента РФ в области образования.
В 2006 году защитил диссертацию на степень Grand doctor philosophy и получил звание полного профессора Русской секции Европейского университета информатизации.
На 2014 год — профессор кафедры акмеологии и психологии профессиональной деятельности Международного института государственной службы и управления Российской академии народного хозяйства и государственной службы при Президенте Российской Федерации, продолжает вести активную исследовательскую, педагогическую и экспертную деятельность.

## Членство в научных обществах
Действительный член
- Международной академии акмеологических наук,
- Российской экологической академии,
- Академии социальных технологий и местного самоуправления,
- Академии социальных и педагогических наук,
- Русской секции Международной академии наук.

Член
- Ассоциации консультантов по организационному развитию.

## Идеи и деятельность

### Становление
Ещё до поступления в университет О. С. Анисимов, самостоятельно осваивая работы различных мыслителей, выделил для себя Г. В. Ф. Гегеля, который на всю жизнь стал «его автором и наставником». Под влиянием гегелевской философии были заложены основы философского мировоззрения, стремление к использованию предельных абстракций, опознана важность не только содержания, но и «движения мысли», важность метода.
Вторым событием, определившим всю дальнейшую судьбу, стало вхождение в Московский методологический кружок (ММК), руководимый выдающимся российским методологом и философом Г. П. Щедровицким. Работа кружка велась в семинарском режиме, как правило, в форме теоретических дискуссий, сопровождавшихся анализом своих действий — рефлексией. Все формы работы неизменно проходили в условиях предельно высокой требовательности к самому процессу (методу) обсуждения, что осознавалось участниками кружка как основная ценность. Влияние ММК и, прежде всего, его лидера Г. П. Щедровицкого стимулировало О. С. Анисимова на постановку цели полноценного освоения методологического опыта, его высших образцов, в которых виделось воплощение самых глубоких идей немецкой классической философии и любимых древних авторов классической мысли.
Со временем семинары ММК, рефлексия образцов работы со схематическими изображениями, наконец, влияние взглядов на лингвистику Ф. де Соссюра позволили открыть для себя особую («средственную») роль языковых средств, и поставить цель по совершенствованию базисных средств методологического мышления используя критерии семиотики, логики, а затем и онтологии.
К 1973 году удалось технологически оформить гегелевский «метод» и реконструировать содержание концепции развития «духа» по Г. В. Ф. Гегелю — во многом за счёт использования схемотехники в особом, «изобразительном» варианте, в чём виделась основа объектной реконструкции и объектного проектирования.
В 1974 году у О. С. Анисимова сложился собственный «метод работы с текстом» (МРТ), ставшего для О. С. Анисимова механизмом интеллектуального развития и средством качественного совершенствования любых ответственных мыслительных версий содержания. На основе МРТ были получены все значимые методологические достижения и создано огромное количество трудов, обладающих высокой определённостью и систематичностью. Центральную роль в этом методе играли:
- выражение содержания через предельно абстрактные понятия, фиксируемые в схематизированных изображениях;
- гегелевская логика восхождения от абстрактного к конкретному;
- рефлексия движения мысли.

В 1978—1979 годах удалось сконструировать набор высших базовых понятий и завершить этап становления «языка схематических изображений» (ЯСИ). Построенная парадигма удерживала как базовые содержания Гегеля, так и достижения ММК. Мышление и рефлексия получили своё инструментальное обеспечение.

### Самоопределение и создание Московского методолого-педагогического кружка
Достигнутые успехи в теории и технологии мышления и удачное начало реализации программы трансляции методологической формы и способностей к организованному мышлению стимулировали устремлённость к регулярному «воспроизводству» методологов, вызвавшую у Г. П. Щедровицкого в 1977 году немалый скепсис из-за огромных сложностей в осуществлении замысла. Тем не менее, в 1978 году возник Московский методолого-педагогический кружок (ММПК) как особый культурно-мыслительный инкубатор в пространстве методологии.
Кроме педагогической установки, ММПК отличало от родительского кружка (ММК) различие подходов к сути понятия «методология». В трактовке Анисимова «методология — область деятельности, функцией которой является создание и совершенствование интеллектуальных средств организации рефлексивных процессов». В соответствии с так введённым понятием, практикующий методологию мыслитель должен обладать способностью не просто рефлектировать собственное мышление («видеть» мышление), но и делать это с опорой на средства организации рефлексии. В ММК главный акцент ставился на рефлексивность мышления как на источнике построения норм, адекватных прагматике ситуации. Если не в теории, то — в практике дискуссий.
Анисимов дополнил акцент на рефлексивность как таковую требованием критериального обеспечение рефлексии. Можно сказать, что ММК практиковал рефлексивную методологию, а Анисимов и ММПК — критериальную (инструментальную) методологию.
Поскольку ММПК возник как дочернее ответвление Московского методологического кружка, он во многом сохраняет традиции, которые существовали в исходном кружке. Со временем ММПК оформился в самостоятельное межрегиональное научное сообщество, существующее до настоящего времени.

### Профессиональная деятельность
Начавшаяся в ММК игропрактика стимулировала разработки игротехнических технологий и они были адаптированы к особенностям педагогических потребностей. К середине 80-х годов в ММПК оформилась своя линия игропрактика с сохранением базисных установок методологии и О.С. Анисимов создал свои образцы формирования игротехнических способностей. Эти достижения подкрепились созданием учебной кафедры методологии в Высшей школе управления АПК РСФСР в 1988 году по заказу руководителей отрасли на «новое управленческое мышление». Была разработана стратегия методологизации управленческого мышления, особая программа подготовки и налажено создание специальных учебных пособий. В основу педагогической работы была положена сформированная ранее игротехническая технологическая система.
С 1990 г. начала своё существование модульная система подготовки методологов, игротехников, управленцев и педагогов. Единицей системы (модулем) выступали сначала 3-х, а с 1996 года — 2-х недельные циклы подготовки, проводящиеся в форме игромодельных событий, и складывающиеся в целостные тематические циклы. Впоследствии педагогическая направленность модулей была заменена на продуктную, осуществляющую постановку и решение важных проблем разных аспектов культуры рефлексивного мышления. В таком виде система существует до настоящего времени, по-прежнему собирая состав участников из многих городов России и стран СНГ.
Приобретённый опыт выращивания методологически значимых способностей у управленцев был использован в работе на кафедре «Акмеологии и психологии профессиональной деятельности» Российской академии государственной службы при Президенте РФ (с 1994 года). Оказалось, что методы и технологии, концепции и понятийные средства, созданные О. С. Анисимовым, адекватны идеям акмеологии и необходимости выращивания высших профессиональных способностей у государственных управленцев. На кафедре разработки по управленческой акмеологии были поддержаны; О. С. Анисимов защитил докторскую диссертацию, а в 2000 году результаты работы были отмечены присуждением автору Премии Президента в области образования.
В последнее десятилетие им активно ведутся разработки педагогических технологий по формированию стратегического мышления.
Значительное разнообразие интересов Анисимова вызвано не только желанием опробовать мощность разработанного аппарата в разных сферах теории и практики, но и стремлением к постоянному расширению состава базовых методологических средств.

## Основные работы
- Анисимов О. С. Основы методологического мышления. М., 1989. 412 с.
- Анисимов О. С. Развивающие игры и игротехника. Новгород., 1989. 178 с.
- Анисимов О. С. Методологическая культура педагогической деятельности и мышление. М., 1991. 415 с.
- Анисимов О. С. Методология: функция, сущность, становление (динамика и связь времен). М., 1996. 380 с.
- Анисимов О. С. Гегель: мышление и развитие (путь к культуре мышления). М., 2000. 800 с.
- Анисимов О. С. «Метод работы с текстами» и интеллектуальное развитие. М., 2001. 461 с.
- Анисимов О. С. Маркс: экономическая онтология, метод, мир деятельности. М., 2002. 323 с.
- Анисимов О. С. Онтологии в рефлексивном пространстве. М., 2002. 400 с.
- Анисимов О. С. Методологический словарь для управленцев. М., 2002.
- Анисимов О. С. Организационные онтологии и анализ систем деятельности (А. А. Богданов и современная методология). М., 2002. 532 с.
- Анисимов О. С. Принятие управленческих решений: методология и технология. М., 2002. 436 с.
- Анисимов О. С. Язык теории деятельности: проблемы трансляции. М., 2003. 609 с.
- Анисимов О. С. Онтология общества и социальное управление (А. А. Зиновьев и культура мышления). М., 2004. 429 с.
- Анисимов О. С. Методология на рубеже веков (к 50-летию ММК). М., 2004.
- Анисимов О. С. Стратегический портрет лидера России. М., 2004.
- Анисимов О. С. Теоретическая акмеология: предмет, структура, содержание, тренинг. М., 2005. 382 с.
- Анисимов О. С. Теоретическая психология. М., 2005. 314 с.
- Анисимов О. С. Игры. Игротехника. Методология. В 2-х т. М., 2006.
- Анисимов О. С. Высшие формы профессионализма государственного мышления. М., 2006, 774 с.
- Анисимов О. С. Акмеологическая парадигма. М., 2007. 762 с.
- Анисимов О. С. Мышление и логика восхождения / Сост. А. Емельянов. М., 2008. 292 с.
- Анисимов О. С. Акмеология и мудрость: сущность трактовки. М., 2008. 572 с.
- Анисимов О. С. Системный подход, онтология и высшая мыслетехника / Сост. А. Емельянов. М., 2008. 360 с.
- Анисимов О. С. Педагогическая деятельность: игротехническая парадигма. В 2-х т. М., 2009.
- Анисимов О. С. Методология безопасности. М., 2009.
- Анисимов О. С. Псевдогенетический метод и экономическая онтология (версия Маркса). М., 2009. 469 стр.
- Анисимов О. С. Сущность человека: проблемное поле. М., 2009.
- Анисимов О. С. Игромоделирование, игротехника, развитие. М., 2009
- Анисимов О. С. Спекулятивная социотехника: Введение. М., 2010, 639 с.
- Анисимов О. С. Структура. Система. Метасистема. М., 2011, 741 с.
- Анисимов О. С. Мышление: сущность и развитие. М., 2012, 707 с.
- Анисимов О. С. Культура и духовность в мышлении стратега. М., 2012, 745 с.
- Анисимов О. С. Субъективная рефлексия в игромоделировании и её понятийное обеспечение. М.,2012, 382 с.
- Анисимов О. С. Стратегическое мышление: проблемы достижения разумного уровня. М., 2012, 554с.
- Анисимов О. С. Войны: сущность, типы, стратегии, технология. М, 2013с.
- Анисимов О. С. Идентификация и самоорганизация актёра в сценическом пространстве. (Метод К. С. Станиславского и игротехника) М., 2013, 383с.